# Dipodomys
Dipodomys é um gênero de roedores da família Heteromyidae.
As espécies que habitam em áreas desérticas são conhecidas por serem capazes de poder obter sua hidratação exclusivamente da produção de água metabólica (ou seja, água proveniente do metabolismo da glicose, que em seres humanos fornece apenas de 8 a 10% da hidratação). Apesar disso, a afirmação de que não bebem água se conseguirem encontra-la é falsa.

## Espécies
- Dipodomys agilis Gambel, 1848
- Dipodomys californicus Merriam, 1890
- Dipodomys compactus True, 1889
- Dipodomys deserti Stephens, 1887
- Dipodomys elator Merriam, 1894
- Dipodomys gravipes Huey, 1925
- Dipodomys heermanni Le Conte, 1853
- Dipodomys ingens (Merriam, 1904)
- Dipodomys merriami Mearns, 1890
- Dipodomys microps (Merriam, 1904)
- Dipodomys nelsoni Merriam, 1907
- Dipodomys nitratoides Merriam, 1894
- Dipodomys ordii Woodhouse, 1853
- Dipodomys panamintinus (Merriam, 1894)
- Dipodomys phillipsii Gray, 1841
- Dipodomys simulans (Merriam, 1904)
- Dipodomys spectabilis Merriam, 1890
- Dipodomys stephensi (Merriam, 1907)
- Dipodomys venustus (Merriam, 1904)